# 無光層
無光層（むこうそう、aphotic zone）は、湖沼や海において太陽光の届かない領域のことである。この領域では、生物発光によるものを除いて光は見られない。生物が食料として利用可能なものの大部分は、上層部から沈降してくる生物の死骸などの有機物である。
無光層の範囲は水の濁度や、季節条件に大きく左右される。これは、無光層の上層に位置する有光層が、（季節により変動する）太陽光の影響を直接受けるためである。
この広大で真っ暗な海には、フクロウナギ、ダイオウイカ、アンコウ、コウモリダコといった特有の生物が生息している。